# Zatoka Kasandryjska
Zatoka Kasandryjska (gr. Κόλπος Κασσάνδρας, Kolpos Kassandras), Zatoka Toronejska (gr. Τορωναίος κόλπος, Toronaios Kolpos) – zatoka w północnej Grecji położona pomiędzy dwoma cyplami Chalkidików – Kasandrą na zachodzie i Sithonią na wschodzie. Jest fragmentem Morza Trackiego, stanowiącego północną część Morza Egejskiego. Nazwa pochodzi od półwyspu Kasandra, który z kolei swą nazwę bierze od imienia macedońskiego władcy Kassandra. Druga z używanych nazw odnosi się do miejscowości Torone – starożytnej kolonii na Sithonii, leżącej u wejścia do zatoki.

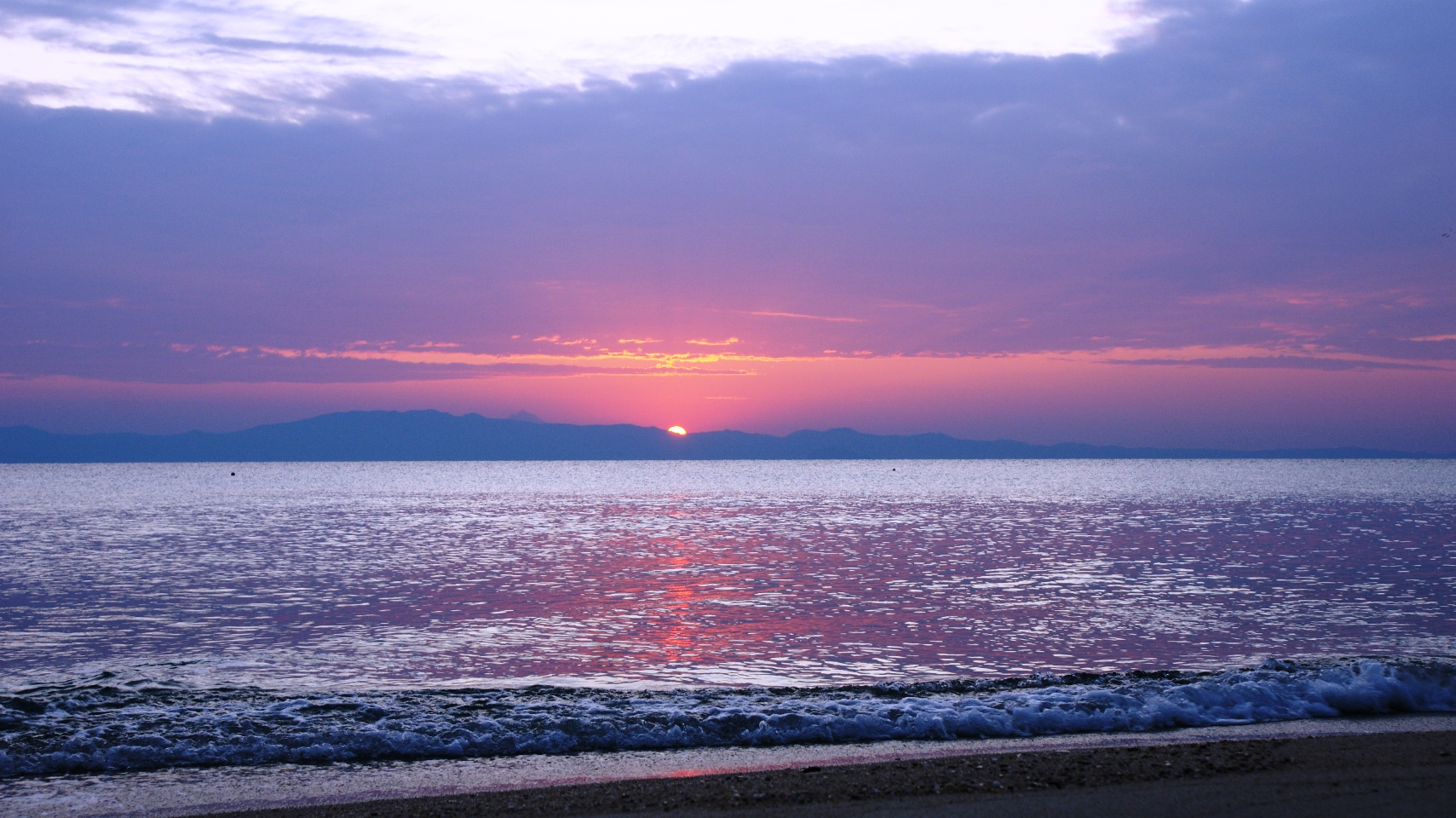
Widok z Kasandrii na zatokę i położony po drugiej stronie półwysep Sithonia

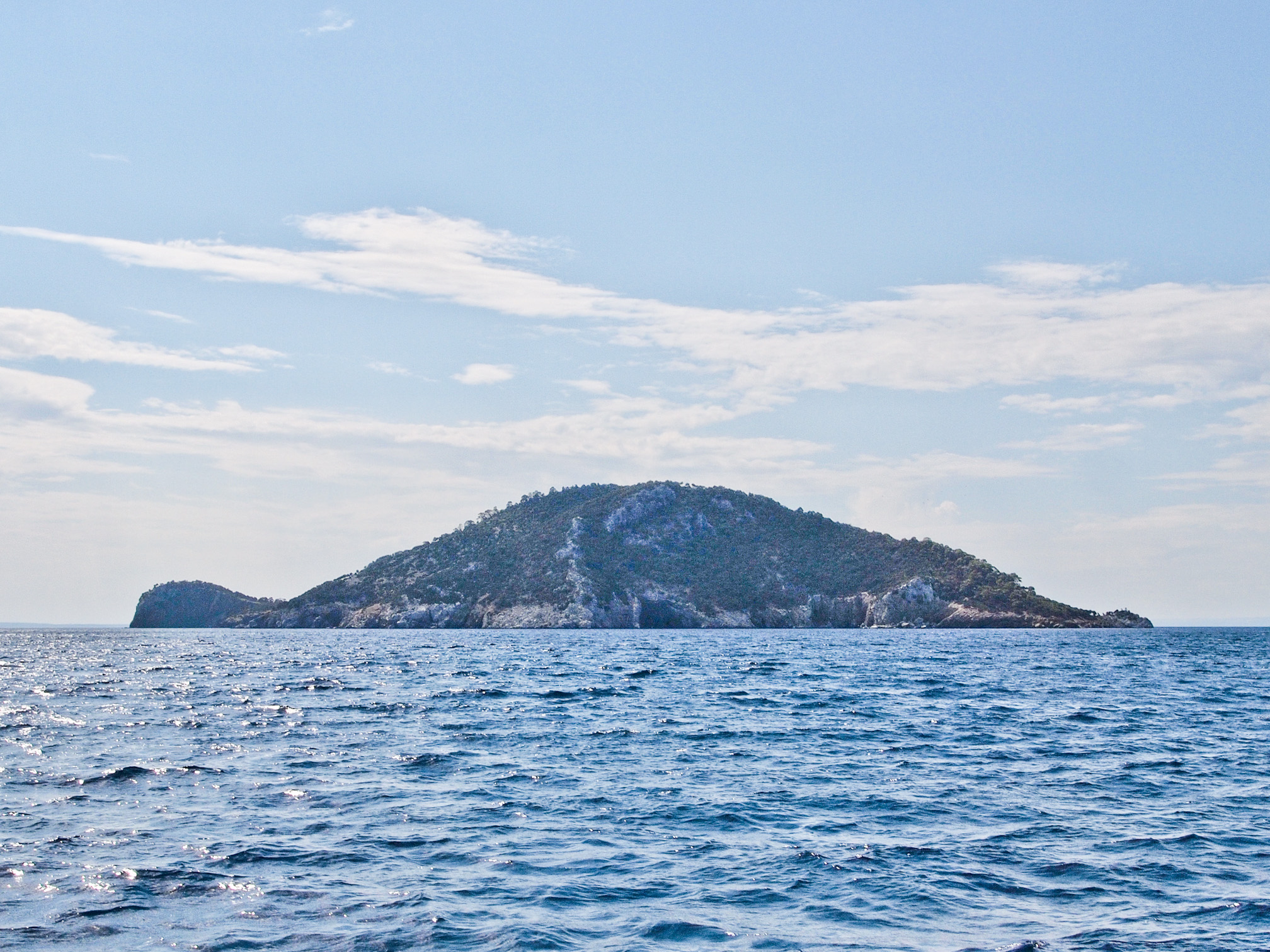
Wyspa Kelifos

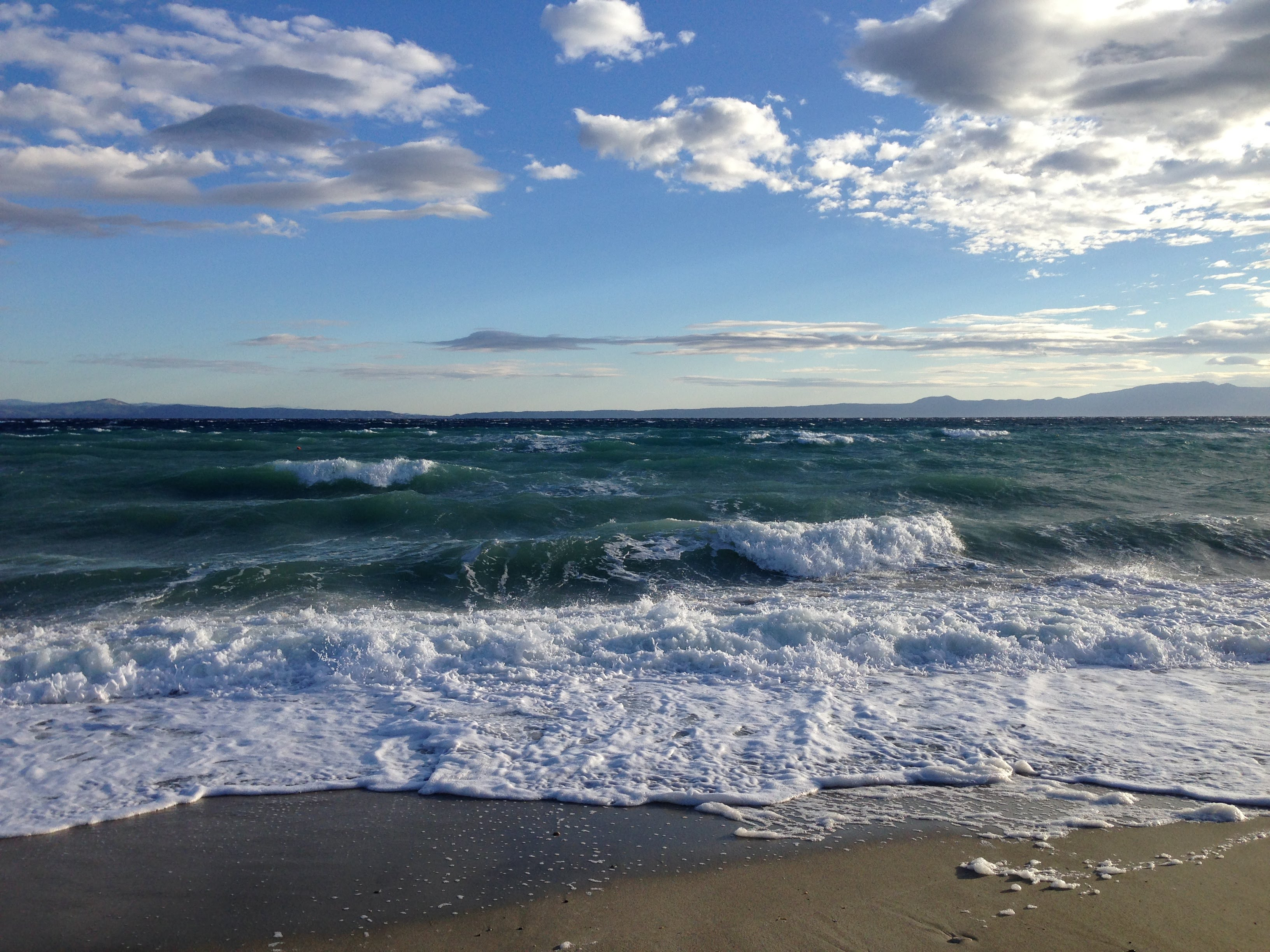
Plaża w Polichrono

## Geografia
Zatoka jest rozciągnięta z północnego zachodu na południowy wschód na długość ok. 55 km, przy szerokości od 13 do 30 km, z najwęższym miejscem u wejścia do zatoki. Na zachodzie, u nasady półwyspu Kasandra, zatoka jest połączona Kanałem Potidea z wodami Zatoki Termajskiej. W zatoce położonych jest kilka niewielkich wysp. Największa z nich to bezludna, położona bliżej środka zatoki Kelifos, pozostałe leżą u wybrzeży Sithonii.

## Historia
Wybrzeża zatoki były zaludnione już w starożytności – u jej szczytu leżało starożytne miasto Olint, którego ruiny są widoczne do dziś. Wyludnione podczas XIX-wiecznych konfliktów grecko-tureckich, wybrzeża zaczęły być ponownie zasiedlane po przyłączeniu do Grecji w 1912 roku i po klęsce Greków w wojnie grecko-tureckiej (1919–1922), gdy zaczęły napływać tysiące greckich uchodźców z Turcji. Dalszy impuls do osiedlania się dał rozwój turystyki, który rozpoczął się w drugiej połowie XX wieku, gdy rozbudowano połączenia drogowe z Salonikami i resztą kraju. Rozkwit gospodarki opartej na turystyce przyspieszył w latach 80. Rozwinęło się wówczas wiele kurortów, zwłaszcza na obfitującym w długie plaże, południowo-zachodnim wybrzeżu zatoki, wzdłuż półwyspu Kasandra.